# Newtopia
Newtopia (en hangul, 뉴토피아; romanización revisada, Nyutopia) es una serie de televisión web surcoreana escrita por Han Ji-won y Ji Ho-jin, dirigida por Yoon Sung-hyun, y protagonizado por Park Jung-min y Jisoo. Se estrenará en la plataforma Coupang Play el 7 de febrero de 2025, y también estará disponible para gran parte del mundo en Prime Video.

## Sinopsis
Es un drama ambientado en una unidad de defensa aérea de un rascacielos en Seúl. Narra la historia del soldado Jae-yoon y su novia Young-joo, quien acaba de romper con él, y que intentan desesperadamente reunirse mientras luchan contra un horda de zombis.

## Reparto

### Principal
- Park Jung-min como Lee Jae-yoon, un soldado. Se alista a la avanzada edad de veintiséis años mientras busca un servicio alternativo a través del empleo en la industria de defensa. Se obsesiona con su novia debido a su ansiedad por el futuro y finalmente rompe con ella por teléfono, solo para encontrarse frente a un mundo trastocado por una horda de zombis. Era débil e inseguro, pero a medida que lucha contra ellos comienza a asumir el papel de líder del escuadrón.[1][2]

- Jisoo como Kang Young-joo, una estudiante de ingeniería mecánica que está pasando por un momento difícil debido a la ruptura con Jae-yoon, quien no comprende sus sentimientos. Se propone encontrarse con su novio, pero termina rodeada de zombies, y gradualmente se vuelve más fuerte mientras lucha por sobrevivir.[1][3][4]

### Secundario
- Im Sung-jae como Lee In-ho, soldado de primera clase y sucesor de Jae-yoon. Propone ideas para solucionar el problema de los zombis y diseña movimientos ingeniosos y diversas técnicas de supervivencia.[5]

- Hong Seo-hee como Oh Soo-jung, una empleada de una sala VIP que intenta proteger el hotel de los zombis.[6][7]

- Tang Joon-sang como Sam-soo, un estudiante que ha suspendido por tres veces el examen de ingreso a la universidad, que ayuda a Young-ju y a su grupo en la búsqueda de Jae-yoon.[8][9]

- Lee Hak-joo como Sung Tae-sik/Alex, una celebridad conocida como Alex y director ejecutivo de la empresa de juegos Alex Entertainment. Es una persona con gran capacidad de razonamiento y dispuesta a ayudar a quien se encuentra.[10]

- Kim Jun-han como Aaron Park, gerente del hotel cercano a la vivienda de Jae-yoon.[11]
- Kang Young-seok como  Seo Jin-wook, estudiante de último año de la universidad de Kang Young-ju, y sénior suyo también en el trabajo. Codicia un lugar al lado de Young-ju, y cuando la relación entre este y Jae-yoon  comienza a tambalearse, intenta aprovechar la brecha para entrar.[5][12]
- Kim Jung-jin como Hwang Kyung-sik, soldado de primera clase que sirve en el primer escuadrón de la Fuerza de Defensa Aérea. Es un soldado modelo y un excelente tirador.[13]
- Park Kwang-jae como Jeong, un chef corpulento y musuculoso que trabaja en el restaurante del hotel de lujo junto a la casa de Jae-yoon.[14][15]
- Kim Sang-heun como Kim Young-man, jefe del primer escuadrón de la Fuerza de Defensa Aérea. Es una persona con una personalidad agradable y habilidades de liderazgo que sabe cómo cuidar a los miembros de su escuadrón.[16][17]
- Justin Harvey como Paulo, un chef de hotel extranjero de personalidad alegre y que habla coreano con fluidez.[18]
- Kwon Seung-woo como el teniente Park Sung-wook, comandante de la batería de la unidad de defensa aérea donde trabaja Jae-yoon. Es un hombre tranquilo que mantiene relaciones amistosas con los miembros de la unidad.[19][20]
- Park Kang-seop como el soldado Jeon Hyeong-bae, un verdadero poder en la unidad de defensa aérea que mantiene la disciplina entre los miembros del escuadrón.[21]

## Producción
Newtopia es una coproducción de Bound Entertainment y Billion Plus para Coupang Play, tal y como anunciaron ambas por separado en agosto de 2024. Es una obra basada en la novela homónima del autor Han Sang-woon. Un portavoz de Coupang Play adscribió la serie al género «zomcom», es decir, comedia de zombis, donde hay humor y también romance. El guion está escrito por Han Jin-won (que firmó también el de Parásitos junto con Bong Joon-ho) y Ji Ho-jin, y dirigida por Yoon Sung-hyun, director de Time to Hunt en 2020. Para este último es su primer trabajo en televisión. Sobre el enfoque que había dado a la trama, en la conferencia de prensa de presentación el director declaró que había tratado de neutralizar la crueldad de las historias de zombis añadiendo humor y un tono de cuento de hadas.
El 31 de agosto de 2023 las agencias de Park Jung-min y Jisoo, Sam Company ye IG Entertainment, comunicaron que habían recibido una oferta para participar en la serie y que la estaban examinando. Para Jisoo se trata de una vuelta al set televisivo como protagonista casi cuatro años después de Snowdrop, por lo que el director al principio tenía dudas sobre su trabajo. Sin embargo, y según el propio Yoon, «ella entró preparada cuando comenzó a filmar, y aunque fue un rodaje increíblemente difícil, hubo [...] muchas escenas de acción difíciles para una actriz, pero ella participó en esas escenas sin ninguna dificultad». El 3 de noviembre la agencia de Kim Jun-han anunció que estaba considerando positivamente una oferta similar. Hong Seo-hee confirmó su aparición en abril de 2024.
El rodaje estaba en marcha en enero de 2024 y había terminado el 23 de julio. Desde el 16 de junio, y por ocho días, se rodó en Chuncheon, adonde se trasladaron unas cuatrocientas personas entre reparto y equipo técnico.
El 1 de agosto de 2024 Coupang Play publicó las primeras fotografías de los dos protagonistas y anunció que la serie se estrenaría en 2025. El 11 de diciembre precisó la fecha del estreno para el 7 de febrero del año siguiente y distribuyó a la prensa algunos fotogramas de la misma. El 7 de enero el canal lanzó un cartel especial y el primer avance en vídeo. El 3 de febrero se llevó a cabo un pase previo para la prensa de los dos primeros episodios, seguido de una conferencia de prensa, en Megabox COEX en Gangnam-gu, Seúl. Dos días después el canal lanzó los carteles de personajes de los dos protagonistas.